# 垃圾分類

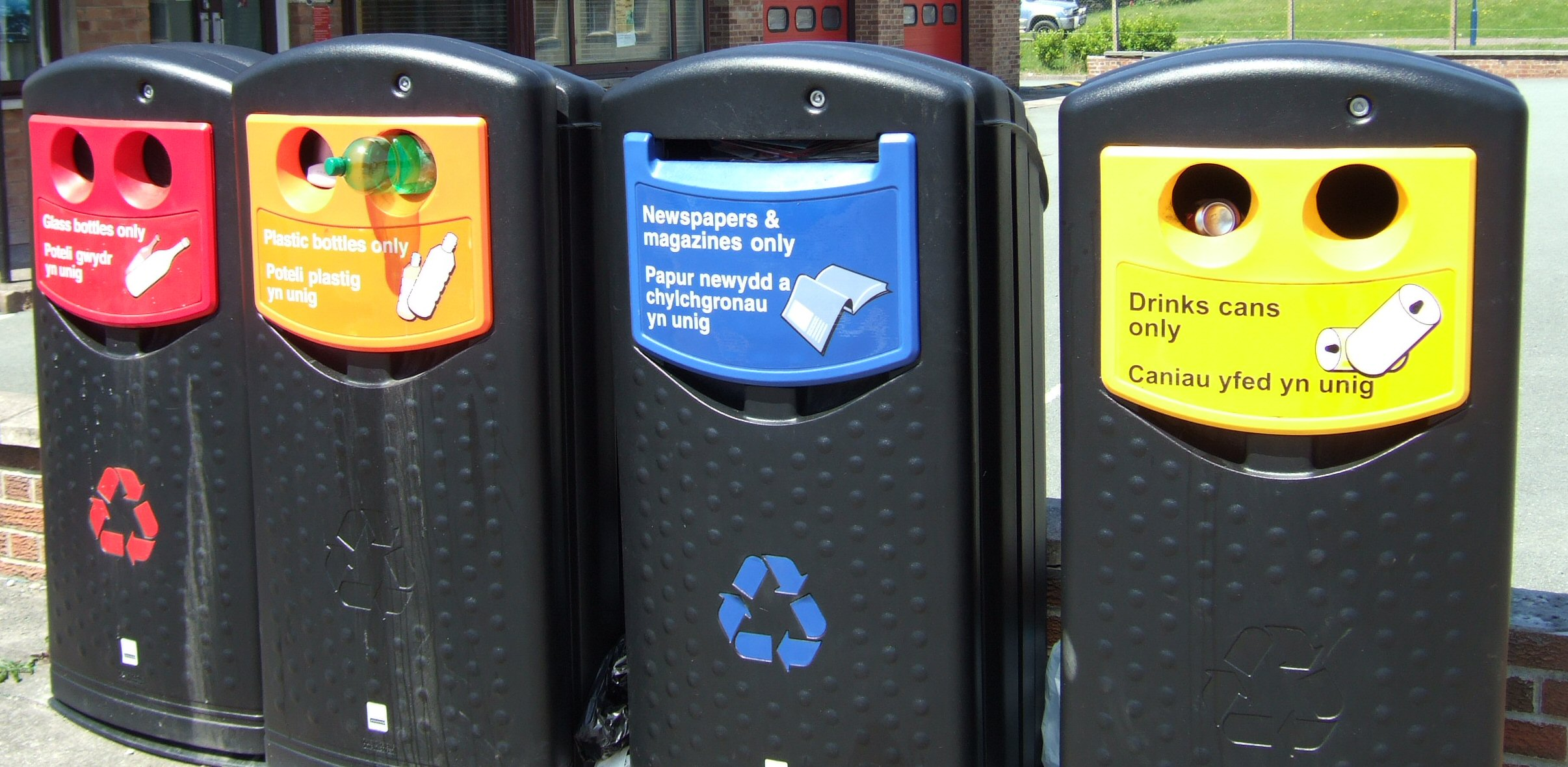
垃圾源頭分類法

垃圾分類，是將垃圾按「可回收再使用」和「不可回收再使用」的分類方法為生活垃圾进行分類处理。人類每日的日常生活都會產生大量的生活垃圾，大量的垃圾未經分類回收再使用並任意棄置會造成環境汙染。

## 垃圾分類
垃圾分類分為可回收的資源垃圾與不可回收垃圾。

### 可回收的資源垃圾

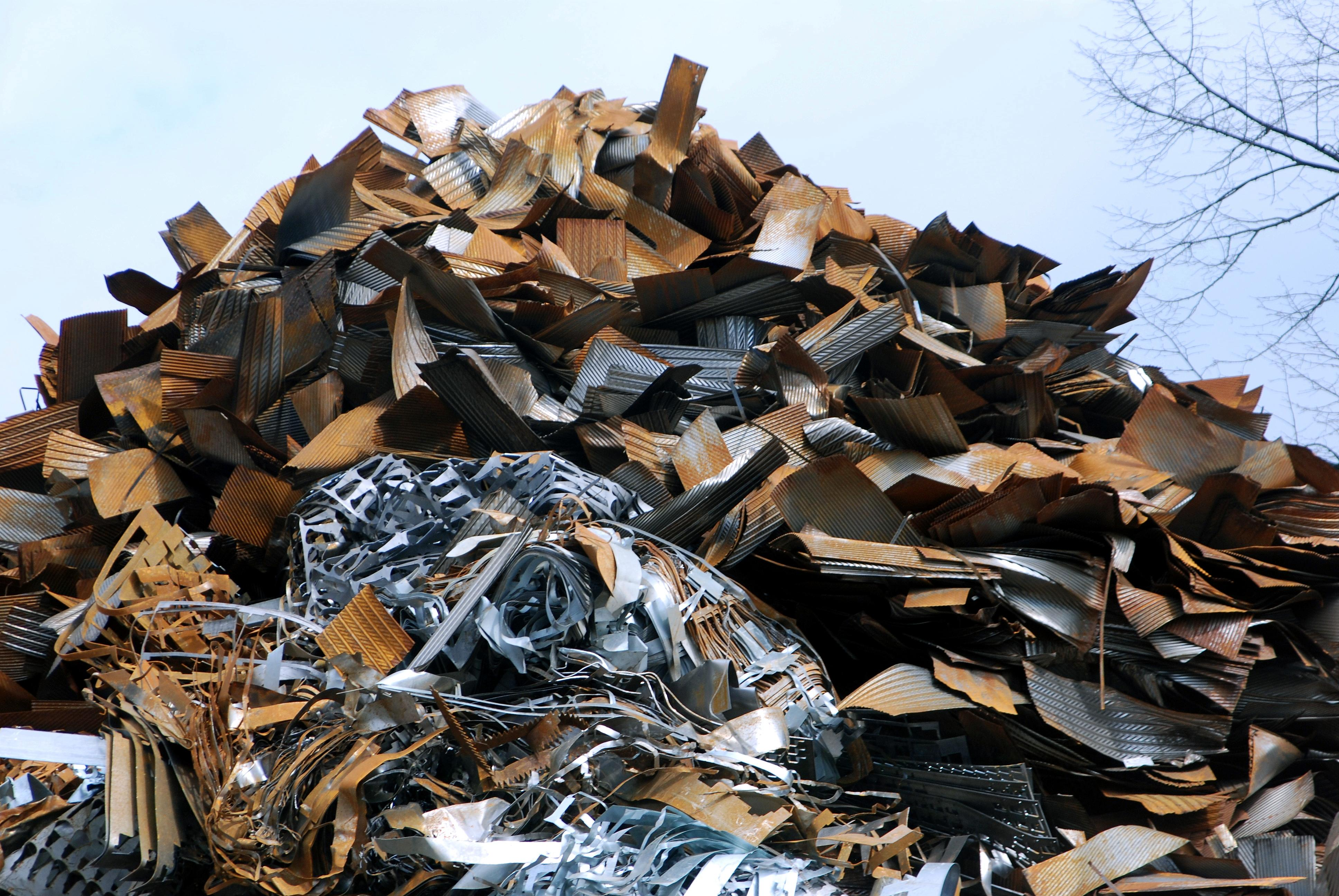
垃圾場分類出的鐵製品類

經過人類研究，可通過收集並經由回收工廠，透過技術處理成為純淨可再使用的資源，這些垃圾稱為可回收的資源垃圾。細分類為：
- 紙類，例如紙皮
- 金屬類，如汽水罐、油罐、餅乾罐等。
- 玻璃，如酒瓶。
- 聚合物類塑膠帶
- 衣物
- 廢電池，如手機電池
- 有機物
  - 廚餘
  - 排洩物
- 庭院廢物
- 廢家具
- 電子電器品，如二手電視機
- 動物糞便，轉為燃料。

### 不可回收的垃圾
完全無法經由工廠的乾淨技術而產生純淨可再使用的垃圾，稱為不可回收的垃圾。例如經垃圾車攪拌的混合物，因為分類成本比較高。

## 各地情况

### 中国大陆

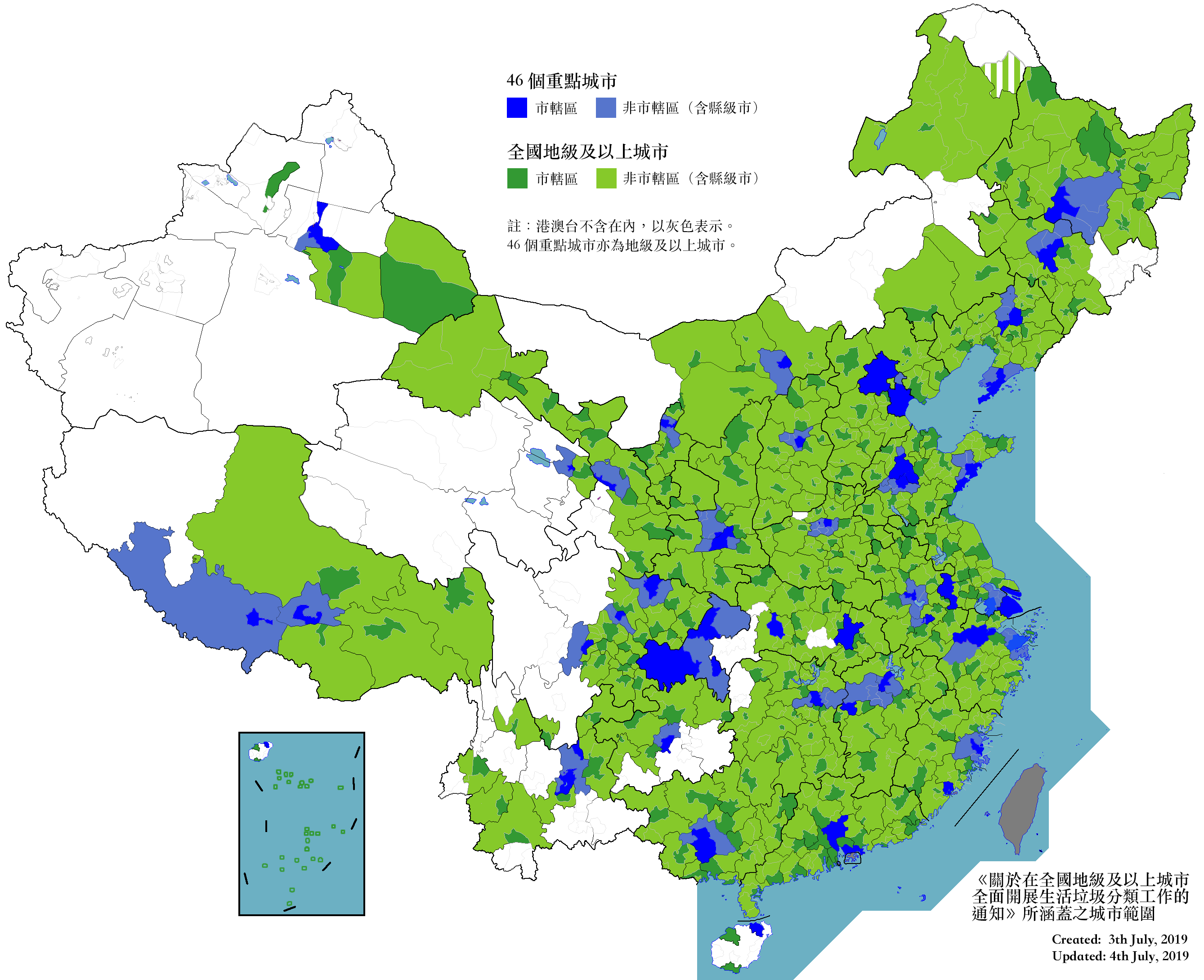
《關於在全國地級及以上城市全面開展生活垃圾分類工作的通知》所涵蓋之城市範圍

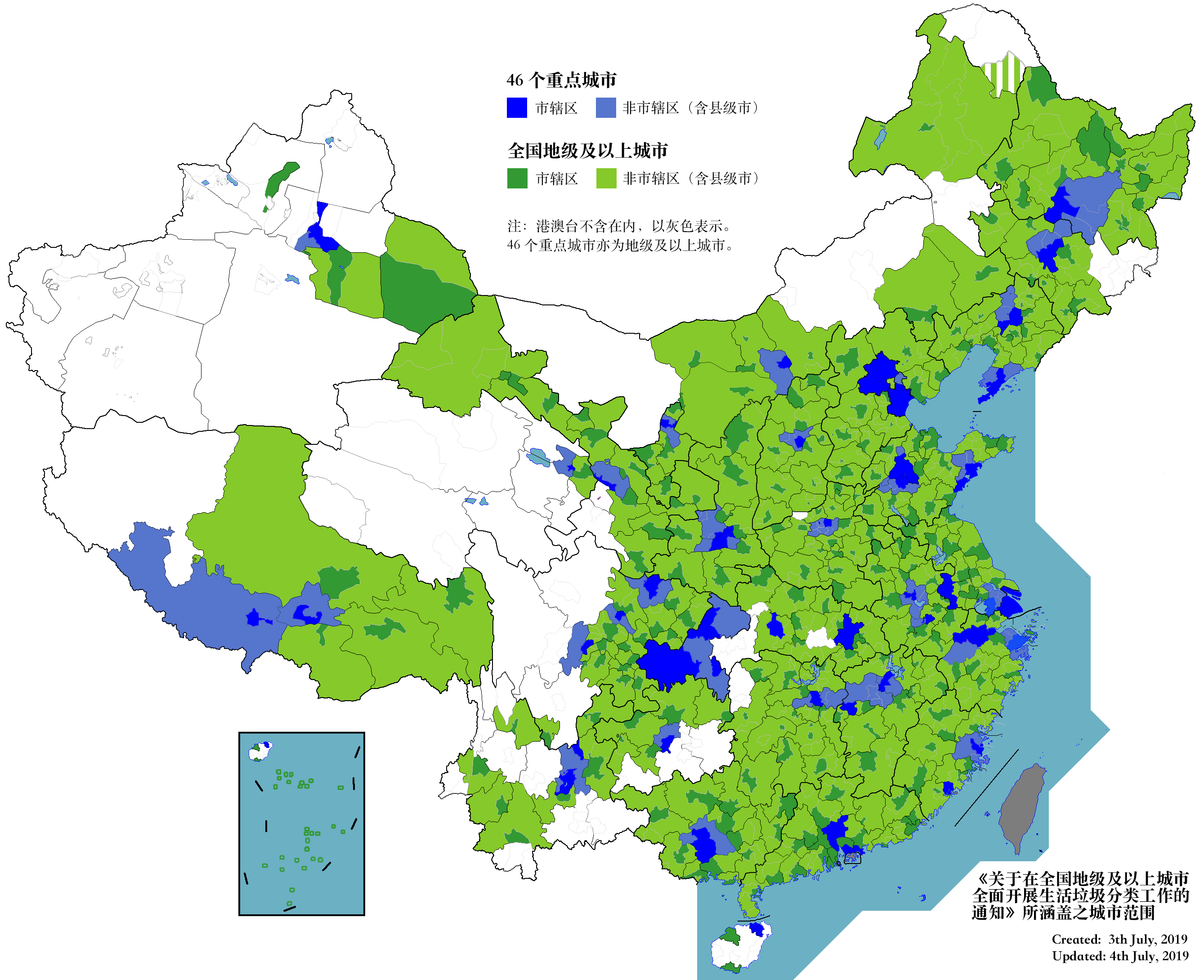
《关于在全国地级及以上城市全面开展生活垃圾分类工作的通知》所涵盖之城市范围

2017年3月18日，国务院办公厅发布了国家发展改革委和住房城乡建设部制定的《生活垃圾分类制度实施方案》，计划到2020年底基本建立垃圾分类相关法律法规和标准体系，并在直辖市、省会城市、计划单列市和其他第一批生活垃圾分类示范城市先行实施生活垃圾强制分类。其他第一批生活垃圾分类示范城市包括河北省邯郸市、江苏省苏州市、安徽省铜陵市、江西省宜春市、山东省泰安市、湖北省宜昌市、四川省广元市、德阳市、西藏自治区日喀则市、陕西省咸阳市。方案要求必须将有害垃圾作为强制分类的类别之一，可选易腐垃圾、可回收物等强制分类类别。
2019年6月，中华人民共和国住房和城乡建设部在内的9部门印发《关于在全国地级及以上城市全面开展生活垃圾分类工作的通知》。其中要求：到2020年，46个重点城市基本建成生活垃圾分类处理系统；其他地级城市实现公共机构生活垃圾分类全覆盖，至少有1个街道基本建成生活垃圾分类示范片区。到2022年，各地级城市至少有1个区实现生活垃圾分类全覆盖，其他各区至少有1个街道基本建成生活垃圾分类示范片区；到2025年，全国地级及以上城市基本建成生活垃圾分类处理系统。
2019年11月15日，住房和城乡建设部发布新版《生活垃圾分类标志》标准，于12月1日起正式实施。新标准将生活垃圾类别调整为可回收物、有害垃圾、厨余垃圾和其他垃圾四大类，删除大件垃圾、可燃垃圾和可堆肥垃圾三个类别。由于此标准为推荐性标准，非强制性，故部分城市（如上海）暂时不会改变名称和分类标准。
| 地区   | 相关法规                                               | 分类     | 分类     | 分类     | 分类     | 分类     |
| ------ | ------------------------------------------------------ | -------- | -------- | -------- | -------- | -------- |
| 全国   | 关于在全国地级及以上城市全面开展生活垃圾分类工作的通知 | 有害垃圾 | 可回收物 | 厨余垃圾 | 其他垃圾 | 其他垃圾 |
| 广州市 | 广州市生活垃圾分类管理条例                             | 有害垃圾 | 可回收物 | 餐厨垃圾 | 其他垃圾 | 其他垃圾 |
| 福州市 | 福州市生活垃圾分类管理办法                             | 有害垃圾 | 可回收物 | 易腐垃圾 | 大件垃圾 | 其他垃圾 |
| 上海市 | 上海市生活垃圾管理条例                                 | 有害垃圾 | 可回收物 | 湿垃圾   | 干垃圾   | 干垃圾   |
| 西安市 | 西安市生活垃圾分类管理办法                             | 有害垃圾 | 可回收物 | 厨余垃圾 | 其他垃圾 | 其他垃圾 |
| 青岛市 | 青岛市生活垃圾分类管理办法                             | 有害垃圾 | 可回收物 | 厨余垃圾 | 其他垃圾 | 其他垃圾 |

### 日本
在日本，垃圾分類的類別由各地方自治體（市町村以及特別區）各自指定，並需要分裝在各自治體指定的垃圾袋中，於特定的日期丟棄在垃圾站。由於過去對垃圾的處理方法都是焚燒或填埋，因此所有垃圾均被分為可燃垃圾與不可燃垃圾兩類，部分自治體到現在依然沿用此分類。在《關於容器包装的分類收集與促進再利用等的法律》於1995年實施並於2006年改訂後，許多自治體開始增加「金屬」「玻璃」「塑料容器」「寶特瓶」「玻璃瓶」「紙」等分類以促進分類回收。
現在日本分類種類最多的自治體是分為34類的德島縣上勝町，其次是分為27類的鹿兒島縣大崎町。這兩地均設有「衛生筷」「透明瓶」「茶色瓶」「報紙與傳單」「廢食用油」等細緻的垃圾類別，以便於業者回收以提高垃圾的回收率，同時還可以避免垃圾焚化或者延長垃圾堆填區的使用壽命。現在兩地的垃圾回收利用率均達到80%以上，在上勝町除了前述各種垃圾均由業者作為工業原料再利用以外，廚餘垃圾也被用作堆肥的原料。

## 相片集

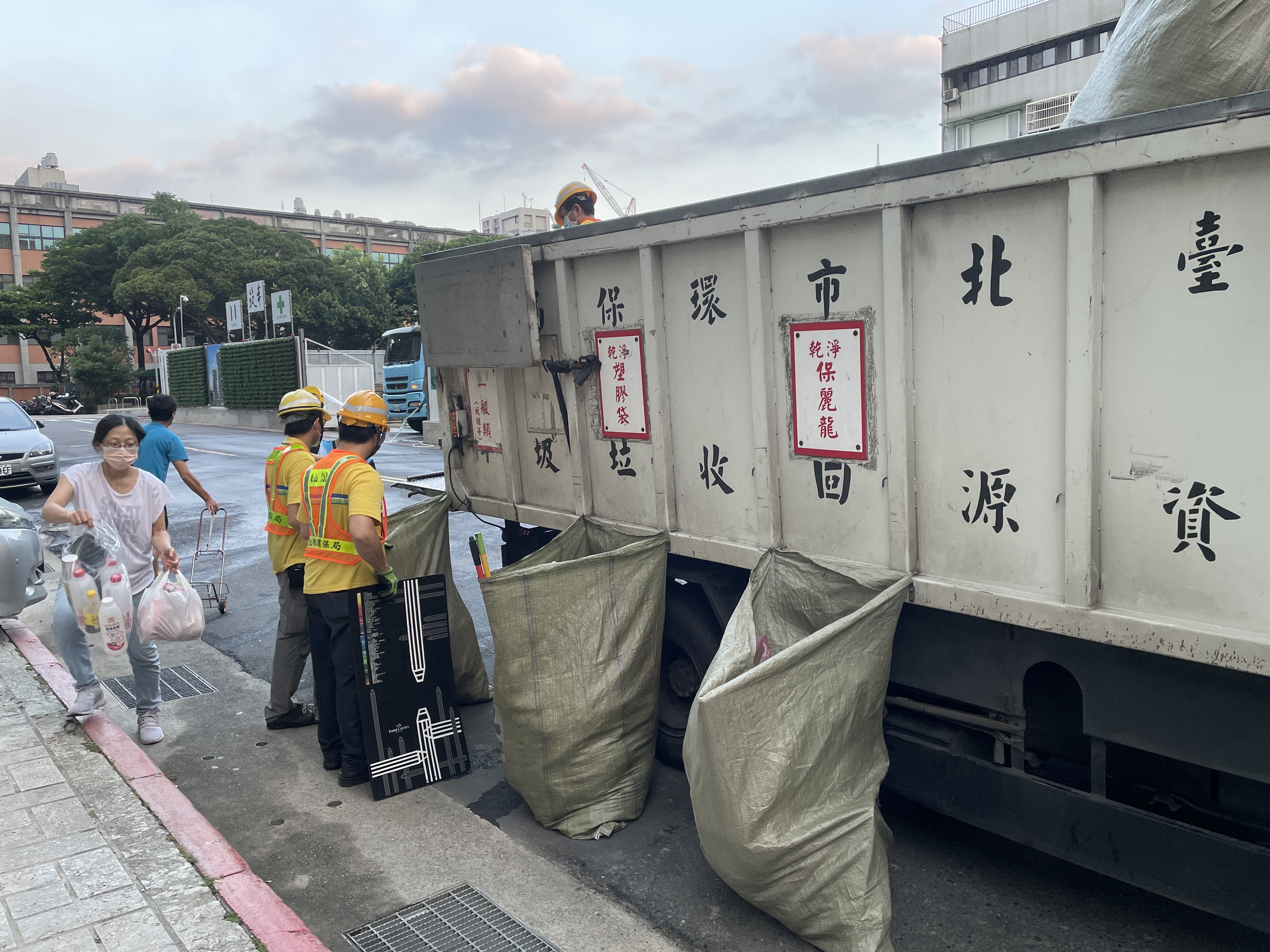
台北市松山區除每日收一般垃圾之外，每週二、四、六會收取可回收立體類垃圾︰乾淨保麗龍一般類（瓶罐、容器、小家電等）。[12]（攝於2022年7月）
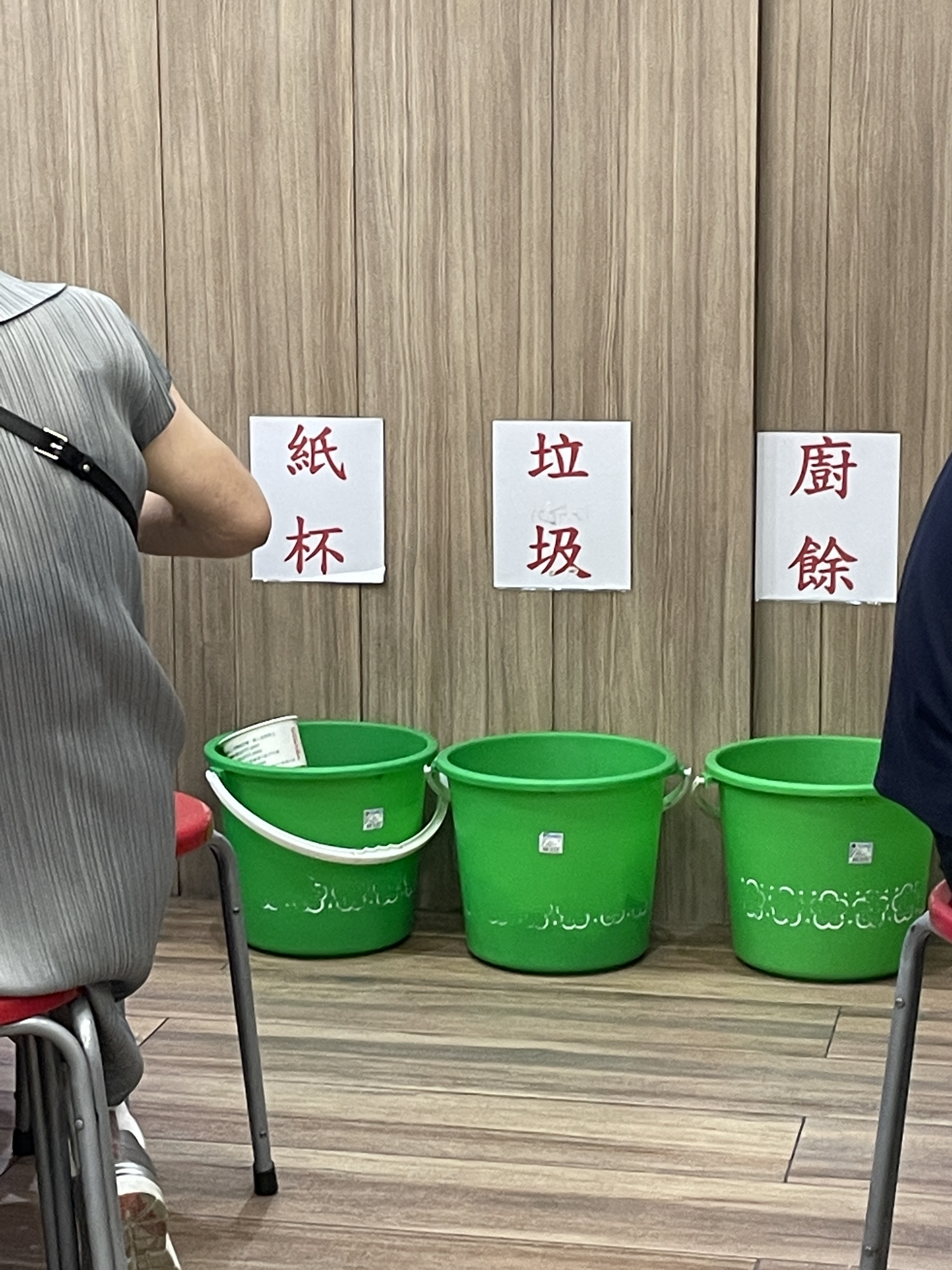
台北市信義區一家甜品店在店內先行做垃圾分類，便利每日將垃圾送往垃圾車的作業。（攝於2022年7月）

## 批评
人文经济学会特约研究员陳興傑在评论香港垃圾回收政策时，指出中国不应当学习日本的垃圾分类制度，其认为垃圾分类不能提高效率，反而提升了物流成本。

## 参見
- 資源回收
- 可回收垃圾
- 分類回收桶
- 廢物再利用
- 上海市生活垃圾分類制度